# Prêmio Sindicato dos Diretores da América
O Directors Guild of America Awards é uma condecoração anual promovida pelo Directors Guild of America. O primeiro DGA Award ocorreu como premiação honorária pelo conjunto da obra de D. W. Griffith em 1938. As estátuas são produzidas pela empresa nova-iorquesa Society Awards.

## Vencedores

### Longa-metragem
- 1948: Joseph L. Mankiewicz – A Letter to Three Wives ¿
- 1949: Robert Rossen – All the King's Men ¿ **
- 1950: Joseph L. Mankiewicz – All About Eve † **
- 1951: George Stevens – A Place in the Sun †
- 1952: John Ford – The Quiet Man †
- 1953: Fred Zinnemann – From Here to Eternity † **
- 1954: Elia Kazan – On the Waterfront † **
- 1955: Delbert Mann – Marty † **
- 1956: George Stevens – Giant †
- 1957: David Lean – The Bridge on the River Kwai † **
- 1958: Vincente Minnelli – Gigi † **
- 1959: William Wyler – Ben-Hur † **
- 1960: Billy Wilder – The Apartment † **
- 1961: Robert Wise – West Side Story † **
- 1962: David Lean – Lawrence of Arabia † **
- 1963: Tony Richardson – Tom Jones † **
- 1964: George Cukor – My Fair Lady † **
- 1965: Robert Wise – The Sound of Music † **
- 1966: Fred Zinnemann – A Man for All Seasons † **
- 1967: Mike Nichols – The Graduate †
- 1968: Anthony Harvey – The Lion in Winter ‡
- 1969: John Schlesinger – Midnight Cowboy † **
- 1970: Franklin Schaffner – Patton † **
- 1971: William Friedkin – The French Connection † **
- 1972: Francis Ford Coppola – The Godfather † **
- 1973: George Roy Hill – The Sting † **
- 1974: Francis Ford Coppola – The Godfather Part II † **
- 1975: Miloš Forman – One Flew Over the Cuckoo's Nest † **
- 1976: John G. Avildsen – Rocky † **
- 1977: Woody Allen – Annie Hall † **
- 1978: Michael Cimino – The Deer Hunter † **
- 1979: Robert Benton – Kramer vs. Kramer † **
- 1980: Robert Redford – Ordinary People † **
- 1981: Warren Beatty – Reds †
- 1982: Richard Attenborough – Gandhi † **
- 1983: James L. Brooks – Terms of Endearment † **
- 1984: Miloš Forman – Amadeus † **
- 1985: Steven Spielberg – The Color Purple §
- 1986: Oliver Stone – Platoon † **
- 1987: Bernardo Bertolucci – The Last Emperor †
- 1988: Barry Levinson – Rain Man † **
- 1989: Oliver Stone – Born on the Fourth of July †
- 1990: Kevin Costner – Dances with Wolves † **
- 1991: Jonathan Demme – The Silence of the Lambs † **
- 1992: Clint Eastwood – Unforgiven † **
- 1993: Steven Spielberg – Schindler's List † **
- 1994: Robert Zemeckis – Forrest Gump † **
- 1995: Ron Howard – Apollo 13 §
- 1996: Anthony Minghella – The English Patient †
- 1997: James Cameron – Titanic † **
- 1998: Steven Spielberg – Saving Private Ryan †
- 1999: Sam Mendes – American Beauty † **
- 2000: Ang Lee – Crouching Tiger, Hidden Dragon † **
- 2001: Ron Howard – A Beautiful Mind † **
- 2002: Rob Marshall – Chicago ‡ **
- 2003: Peter Jackson – The Lord of the Rings: The Return of the King † **
- 2004: Clint Eastwood – Million Dollar Baby † **
- 2005: Ang Lee – Brokeback Mountain †
- 2006: Martin Scorsese – The Departed † **
- 2007: Joel e Ethan Coen – No Country for Old Men † **
- 2008: Danny Boyle – Slumdog Millionaire † **
- 2009: Kathryn Bigelow – The Hurt Locker † **
- 2010: Tom Hooper – The King's Speech † **
- 2011: Michel Hazanavicius – The Artist † **
- 2012: Ben Affleck – Argo § **
- 2013: Alfonso Cuarón – Gravity †
- 2014: Alejandro G. Iñárritu – Birdman or (The Unexpected Virtue of Ignorance) † **
- 2015: Alejandro G. Iñárritu – The Revenant †
- 2016: Damien Chazelle – La La Land †
- 2017: Guillermo del Toro – The Shape of Water † **
- 2018: Alfonso Cuarón – Roma † [2]
- 2019: Sam Mendes — 1917 ‡ [3]
- 2020: Chloé Zhao — Nomadland † ** [4]
- 2021: Jane Campion — The Power of the Dog † [5]
- 2022: Daniel Kwan e Daniel Scheinert — Everything Everywhere All at Once † ** [6]
- 2023: Christopher Nolan — Oppenheimer † ** [7]
- 2024: Sean Baker — Anora ‡ [8]

1. † – Diretor ganhou o Oscar.
2. ‡ – Diretor não ganhou o Oscar.
3. § – Diretor não foi indicado ao Oscar naquele ano.
4. ** - O filme também ganhou o Oscar de Melhor Filme.
5. ¿ – Originalmente, a DGA usava um ano fora do calendário para sua premiação. Ambos os filmes competiram no 22º Oscar de 1949, e ambos os diretores foram indicados para Melhor Diretor; Mankiewicz venceu. Todos os Homens do Rei venceu o prêmio de Melhor Filme; O DGA de Rossen não foi concedido até depois do Oscar. (Começando com o prêmio de 1951 em 1952, o DGA sempre foi premiado antes do Oscar.)

### Primeiro trabalho
- 2015: Alex Garland – Ex Machina
- 2016: Garth Davis – Lion
- 2017: Jordan Peele – Get Out
- 2018: Bo Burnham – Eighth Grade [2]
- 2019: Alma Har'el – Honey Boy [3]
- 2020: Darius Marder – Sound of Metal [4]
- 2021: Maggie Gyllenhaal – The Lost Daughter [5]
- 2022: Charlotte Wells – Aftersun [6]
- 2023: Celine Song – Past Lives [7]
- 2024: RaMell Ross – Nickel Boys [8]